# 錫基納拉
錫基納拉（西班牙語：Siquinalá），是危地馬拉的城鎮，位於該國南部，由埃斯昆特拉省負責管轄，面積168平方公里，海拔高度346米，2002年人口14,763，人口密度每平方公里87.88人。
14°18′N 90°58′W / 14.300°N 90.967°W